# Operacja Goodwood (morska)
Operacja Goodwood – seria zakończonych niepowodzeniem ataków lotnictwa brytyjskiego przeciw niemieckiemu pancernikowi „Tirpitz” zakotwiczonemu w Kåfjordzie w północno-wschodniej Norwegii w sierpniu 1944 roku. Operacja ta była ostatnią próbą podjętą przez Home Fleet celem zatopienia lub poważnego uszkodzenia „Tirpitza”. Podczas gdy w poprzednich próbach zatopienia pancernika tylko raz rolę główną odgrywały siły powietrzne, operacja Goodwood była serią ataków lotniczych trwających ponad tydzień. Planiści brytyjscy mieli nadzieję, że ponawiane naloty przełamią w końcu doskonale przygotowaną obronę niemiecką.
Flota brytyjska wyszła z baz w Szkocji 18 sierpnia, a pierwszego zmasowanego nalotu na Kåfjord dokonano rankiem 22 sierpnia. Atak ten zakończył się fiaskiem, podobnie jak niewielki rajd przeprowadzony wieczorem. Dwa kolejne duże uderzenia – 24 i 29 sierpnia – również nie przyniosły efektu. „Tirpitz” został wprawdzie 24 sierpnia trafiony dwiema bombami, ale żadna z nich nie spowodowała znacznych uszkodzeń. Straty brytyjskie to siedemnaście samolotów i fregata zatopiona przez okręt podwodny. Poważnie uszkodzony został też lotniskowiec eskortowy. Niemcy stracili dwanaście samolotów, a uszkodzeniu uległo siedem jednostek nawodnych.
Niepowodzenie operacji Goodwood spowodowało przejęcie zadania atakowania „Tirpitza” przez Royal Air Force. W wyniku trzech nalotów ciężkich bombowców we wrześniu i październiku 1944 roku pancernik został poważnie uszkodzony, a następnie zatopiony. Zdaniem historyków, niepowodzenie operacji Goodwood zostało przypisane małej użyteczności lotnictwa morskiego, co przyczyniło się do ograniczeń w zaopatrywaniu go w samoloty i uzbrojenie w ostatnich miesiącach wojny.

## Tło wydarzeń
Od początku 1942 roku „Tirpitz” był postrzegany jako poważne zagrożenie dla alianckich konwojów transportujących Morzem Norweskim wojenne zaopatrzenie dla Związku Radzieckiego. Przyczajony w norweskich fiordach pancernik mógł z łatwością pokonać słabe siły osłony konwojów arktycznych, lub też przedrzeć się na Atlantyk. By zmniejszyć to zagrożenie, alianci byli zmuszeni do utrzymywania w gotowości znacznych sił brytyjskiej Home Fleet, a konwojom zdążającym do ZSRR musiały towarzyszyć ciężkie okręty.

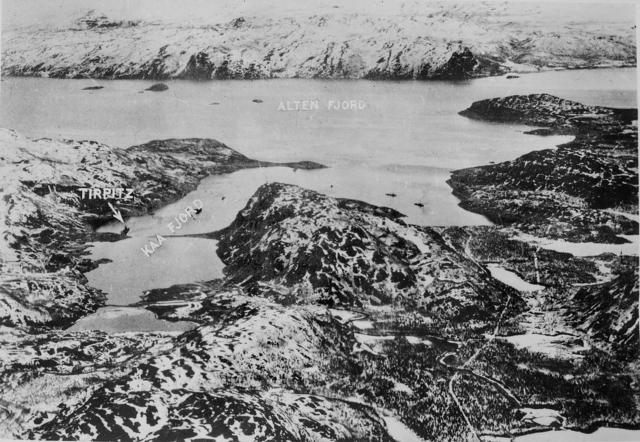
”Tirpitz” (→) zakotwiczony w Kåfjordzie

W roku 1942 i 1943 lotnictwo morskie kilkakrotnie przypuszczało ataki przeciw „Tirpitzowi”. 6 marca 1942 roku samoloty torpedowe, startujące z lotniskowca HMS „Victorious”, zaatakowały pancernik zmierzający do przechwycenia konwoju PQ-12, ale nie odnotowały żadnego trafienia. Bombowce RAF-u i radzieckich WWS również próbowały kilkakrotnie zbombardować zakotwiczonego „Tirpitza”, jednak bez powodzenia. 23 września 1943 roku, w ramach operacji Source, dwa brytyjskie miniaturowe okręty podwodne typu X przedarły się przez sieci zaporowe zakotwiczonego w Kåfjordzie pancernika i zrzuciły ładunki wybuchowe pod jego dnem. Atak ten spowodował tak poważne uszkodzenia, że „Tirpitz” musiał zostać wycofany z linii na pół roku.
Połowiczny sukces operacji Source spowodował, że zadaniem atakowania „Tirpitza” obarczono lotniskowce Home Fleet. Po miesiącach przygotowań, 3 kwietnia 1944 roku przeprowadzono operację Tungsten. Wzięły w niej udział dwie grupy uderzeniowe, każda składająca się z 20 bombowców nurkujących Fairey Barracuda i 40 eskortujących je myśliwców. Atak był udany, bowiem choć sam „Tirpitz” nie został zbyt mocno uszkodzony, załoga okrętu poniosła ciężkie straty. W rezultacie pancernik nie mógł wrócić do akcji przez kilka następnych miesięcy. Po tej operacji wielu pilotów Home Fleet zostało przeniesionych do innych dywizjonów, co – wobec braku doświadczenia ich następców – stanęło na przeszkodzie w prowadzeniu dalszych zwycięskich działań przeciwko siłom niemieckim w Norwegii. Podobnie było na „Tirpitzu”, gdzie nawet dotychczasowego dowódcę, komandora Hansa Meyera, rannego podczas nalotu w dniu 3 kwietnia, zastąpił komandor Wolf Junge.
Home Fleet dokonała jeszcze czterech rajdów w okresie od kwietnia do lipca 1944 roku, ale „Tirpitz” został zaatakowany tylko raz, podczas ostatniego nalotu. Pierwsza akcja (operacja Planet) rozpoczęła się 21 kwietnia, ale trzy dni później została odwołana, bowiem agenci wywiadu, operujący w pobliżu Kåfjordu, donieśli o złych warunkach atmosferycznych nad celem. Okręty Home Fleet wyszły ponownie w morze celem zaatakowania „Tirpitza” w połowie maja (operacja Brawn). 15 maja zespół uderzeniowy bombowców 27 Barracuda eskortowanych przez myśliwce Vought F4U Corsair i Supermarine Seafire wystartował z pokładów lotniskowców HMS „Furious” i HMS „Victorious” ale samoloty wróciły nie wykonawszy zadania, bo nad fiordem zalegał gęsty pokład chmur. Następną akcję (operacja Tiger Claw) rozpoczęto w ostatniej dekadzie maja, lecz 28 tegoż miesiąca została, jak poprzednie, odwołana ze względu na niesprzyjające warunki pogodowe. Kolejny atak (operacja Mascot) zaplanowano na połowę lipca – czyli przed wznowieniem konwojów arktycznych, zawieszonych w kwietniu 1944 roku celem przygotowania lądowania w Normandii. 44 Barracudy i 40 myśliwców 17 lipca dotarły nad cel, ale „Tirpitz” był szczelnie okryty zasłoną dymną i zrzucone „na oślep” bomby nie wyrządziły żadnych szkód.

## Przygotowania

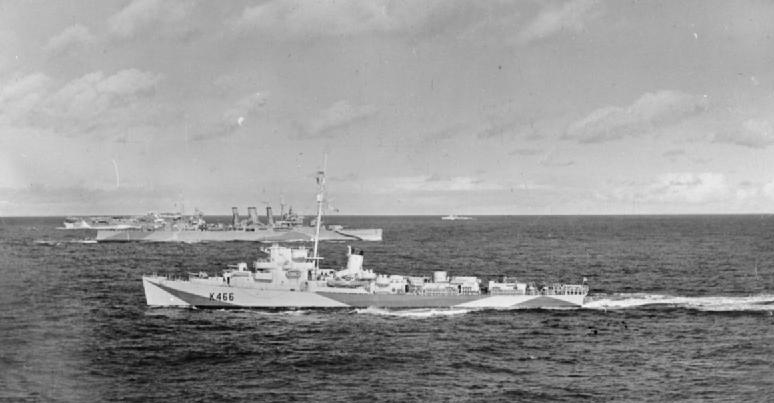
Fregata HMS Bickerton, w tle HMS Kent

Niepowodzenie operacji Mascot utwierdziło dowódcę Home Fleet, admirała Henry’ego Moore’a w przekonaniu, że główna siła uderzeniowa lotnictwa morskiego, bombowce nurkujące Fairey Barracuda, nie nadają się do działań w Kåfjordzie. Ich mała prędkość dawała obrońcom dość czasu na zadymienie celu nim – po wykryciu przez radary – zdołały dotrzeć nad „Tirpitza”. Zdaniem Moore’a dalsze ataki przy użyciu tych samolotów będą równie bezskuteczne. Jednak Admiralicja uznała, że powtarzane przez Barracudy w odstępach 48-godzinnych ataki na Kåfjord mogą osłabić niemiecką obronę i wyczerpać zapasy paliwa generatorów dymu. Rozważano również możliwość wykorzystania szybkich bombowców dalekiego zasięgu de Havilland Mosquito, co stanowiłoby moment zaskoczenia, ale żaden z tych samolotów nie mógł być użyty, bowiem odbiłoby się to ujemnie na ofensywie bombowej nad Niemcami. Mimo tych przeciwności Moore zgodził się na jeszcze jedną próbę ataku przeciw „Tirpitzowi”.
Tymczasem „Tirpitz” nadal – o czym donosił wywiad aliancki – przygotowywał się, zdaniem Admiralicji, do akcji bojowej przeciw konwojom. Po próbach na płytkich wodach Altafjorden, okręt wyszedł w morze i w dniach 31 lipca i 1 sierpnia przeprowadził serię ćwiczeń z udziałem osłaniających go niszczycieli. Wokół Kåfjordu zamontowano dodatkowe generatory dymu, co miało dodatkowo wzmocnić obronę. Dowódcy brytyjscy uznali, że należy zatopić lub poważnie uszkodzić pancernik w jego leżu w Kåfjordzie nim ruszy kolejna seria konwojów arktycznych. W rzeczywistości Kriegsmarine nie zamierzała skierować „Tirpitza” do operacji ofensywnych. Operacja Tungsten przekonała Niemców, że aliancka przewaga w powietrzu nie pozwala pancernikowi działać na otwartym morzu. Miał on natomiast – stale utrzymywany w gotowości bojowej – skutecznie szachować flotę przeciwnika.
Zgodnie z sugestiami Admiralicji plan Moore’a zakładał atakowanie Kåfjordu lotnictwem morskim Home Fleet przez kilka kolejnych dni. Samoloty myśliwskie, które w poprzednich rajdach jedynie ostrzeliwywały stanowiska niemieckie z broni maszynowej, teraz miały zostać użyte jako bombowce nurkujące. W związku z tym piloci dwóch dywizjonów samolotów Corsair i jednego dywizjonu myśliwców Grumman F6F Hellcat, wyznaczonych do wzięcia udziału w ataku, przeszli szkolenie w taktyce bombardowania nurkowego. Nowością była decyzja o użyciu części samolotów do postawienia min w pobliżu „Tirpitza” i w wejściu do Kåfjordu. Miny zrzucone w pobliżu pancernika miały być uzbrojone w zapalniki o opóźnionym działaniu, a ich wybuchy – jak się spodziewano – skłonić dowódcę „Tirpitza” do wyprowadzenia okrętu na spokojniejsze wody, a tym samym przejścia przez pole minowe u wejścia do fiordu. Operację Goodwood poprzedziły intensywne ćwiczenia lotników dywizjonów Home Fleet nad Loch Eriboll w północnej Szkocji; Teren w tej okolicy był porównywalny do otoczenia Kåfjordu i był już wykorzystywany do szkolenia pilotów przed operacją Tungsten.

## Przeciwnicy

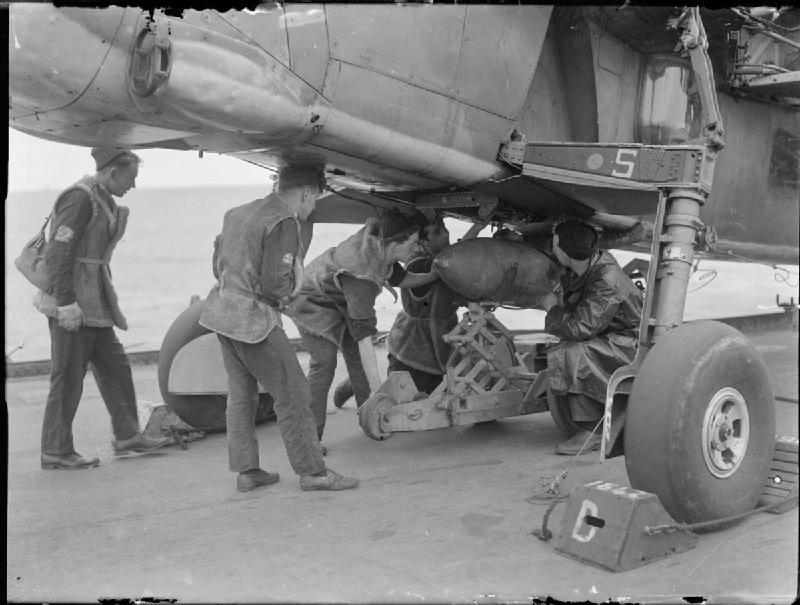
Załadunek bomb na pokładzie HMS „Formidable”

Siły przeznaczone do przeprowadzenia operacji Goodwood były podzielone na trzy ugrupowania. Admirał Moore zaokrętował się na pancernik HMS „Duke of York”, wchodzący w skład flotylli lotniskowców HMS „Indefatigable” (okręt flagowy kontradmirała Rhodericka McGrigora, dowódcy 1 Dywizjonu Krążowników), „Formidable” i „Furious”, którym towarzyszyły dwa krążowniki i czternaście niszczycieli. Drugie ugrupowanie składało się z lotniskowców eskortowych HMS „Nabob” i „Trumpeter”, krążownika HMS „Kent” i kilku fregat. Dwa tankowce floty, eskortowane przez cztery korwety, płynęły osobno, ale na tyle blisko, by móc zaopatrywać w paliwo oba zespoły uderzeniowe.
Siły zgromadzone na pokładach lotniskowców stanowiły największe ześrodkowanie lotnictwa morskiego w dotychczasowych dziejach II wojny światowej. Główną grupę uderzeniową było 35 bombowców Barracuda z 820., 826., 827. i 828. dywizjonu, które operowały z pokładów trzech wielkich lotniskowców. Dwa dywizjony (1841. i 1842.) z 6 Skrzydła Morskiego Lotnictwa Myśliwskiego (ang. 6 Naval Fighter Wing) – łącznie 30 samolotów Corsair – bazowały na „Formidable”. 48 myśliwców Seafire z 801., 880., 887. i 894. dywizjonu na pokładach „Indefatigable” i „Furiousa”. Z kolei dywizjony 1770. i 1840., operujące 12 myśliwcami Fairey Firefly i 12 Hellcatami, stacjonowały na „Indefatigable”. Na pokładach lotniskowców eskortowych znajdowało się 20 bombowców Grumman TBF Avenger (ich zadaniem było stawianie min morskich) i 8 myśliwców Grumman F4F Wildcat.
Kotwicowisko „Tirpitza” w Kåfjordzie było bardzo silnie bronione. Jeszcze przed operacją Tungsten wokół fiordu rozmieszczono jedenaście baterii artylerii przeciwlotniczej, kilka okrętów tego samego przeznaczenia i cały system generatorów dymu zdolnych do okrycia „Tirpitza” szczelną zasłoną „sztucznej mgły”. Po tym ataku zwiększono liczbę stacji radarowych, punktów obserwacyjnych i generatorów dymu. Obronę przeciwlotniczą „Tirpitza” wzmocniono dodając więcej dział 20 mm, zmodyfikowano działa 150 mm tak, by mogły odpierać atakujące samoloty i zaopatrując działa artylerii głównej 380 mm w amunicję przeciwlotniczą. Luftwaffe miała zaledwie kilka myśliwców na lotniskach w pobliżu Kåfjordu, a ich operatywność była ograniczona brakami paliwa.

## Uderzenia

### 22 sierpnia

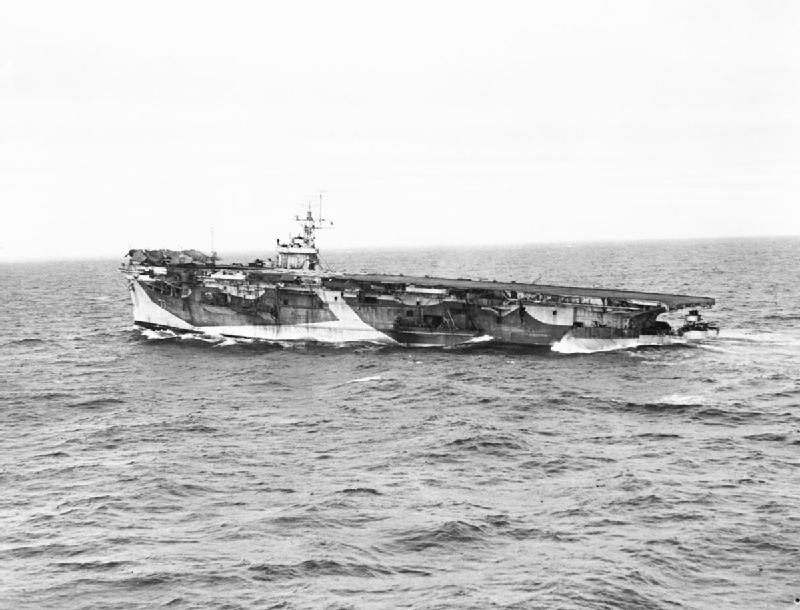
HMS Nabob po storpedowaniu 22 sierpnia

Okręty wyznaczone do operacji Goodwood wyszły w morze 18 sierpnia. Termin rozpoczęcia działań został wybrany tak, by Home Fleet mogła jednocześnie rozprawić się z „Tirpitzem” i osłonić konwój JW-59, który opuścił Szkocję 15 sierpnia kierując się do ZSRR. Wszystkie trzy zespoły znalazły się na pozycjach u wybrzeży Norwegii 20 sierpnia. Pierwszy nalot na Kåfjord miał nastąpić 21 sierpnia, ale pogoda tego dnia była wyjątkowo niesprzyjająca, więc Moore przełożył atak na następną dobę. Niemcy dowiedzieli się o obecności Brytyjczyków 21 sierpnia, gdy zdołali namierzyć kontakt radiowy między lotniskowcami.
Pierwszy atak na Kåfjord przeprowadzono 22 sierpnia. Mimo niskiego pułapu chmur, co utrudniało nawigację, Moore podjął decyzję, bowiem część jego okrętów raportowała ubytki paliwa i było oczywiste, że wkrótce będą musiały oddalić się od wybrzeża celem dotankowania zbiorników. O godz. 11.00 z pokładów trzech lotniskowców wystartowały 32 Barracudy, 24 Corsairy, 11 Firefly'ów, 9 Hellcatów i 8 Seafire’ów. Avengery nie zostały poderwane z lotniskowców eskortowych, bowiem warunki pogodowe nie sprzyjały wykonaniu ich zadań; min było za mało, a ponieważ Avengery nie mogły bezpiecznie lądować wciąż mając je w lukach bombowych, cała część planu polegająca na minowaniu mogłaby zakończyć się fiaskiem, gdyby załogi, nie znalazłszy „Tirpitza”, musiały zrzucić swe ładunki do morza.
Gdy samoloty zbliżyły się do wybrzeża piloci zobaczyli ciężkie chmury spowijające szczyty wzniesień w okolicach Kåfjordu. W związku z tym, że chmury mogły przeszkodzić w dokładnym bombardowaniu, Barracudy i Corsairy zawróciły na lotniskowce nawet nie próbując atakować. Myśliwce Hellcat i Firefly kontynuowały lot docierając nad fiord poniżej pułapu chmur. Samolotom tym udało się zaskoczyć Niemców; „Tirpitza” nie kryła zasłona dymna. Firefly'e rozpoczęły atak o 12.49 ostrzeliwując z karabinów maszynowych stanowiska dział przeciwlotniczych na pancerniku i wokół niego. Dwie minuty później dziewięć Hellcatów zaatakowało okręt 500-funtowymi bombami, ale żadna z nich nie trafiła. W drodze powrotnej na lotniskowce samoloty te zniszczyły dwa wodnosamoloty „Tirpitza” w zatoce Bukta i poważnie uszkodziły okręt podwodny U-965 w Hammerfest. Osiem myśliwców Seafire dokonało dywersyjnego ataku na okolice Banak i położoną w pobliżu bazę wodnosamolotów niszcząc pięć z nich. W czasie porannego nalotu Brytyjczycy stracili trzy samoloty: jeden Hellcat i jeden Seafire zostały zestrzelone, a jedna z Barracud musiała wodować w morzu podczas powrotnego lotu.
Po zakończeniu nalotu większość okrętów oddaliła się celem uzupełnienia paliwa. Grupa, w skład której wchodziły „Formidable”, „Furious” dwa krążowniki i kilka niszczycieli skierowała się ku dwom tankowcom floty; oddaliły się również lotniskowce eskortowe, które miały z własnych zbiorników uzupełnić paliwo okrętów własnej osłony. Podczas tej akcji, o godz. 17.25, „Nabob” został trafiony torpedą wystrzeloną przez U-354. Lotniskowiec został dość poważnie uszkodzony i stracił 21 ludzi załogi, ale był nadal zdolny do prowadzenia ograniczonych operacji lotniczych. Wkrótce potem U-354 storpedował fregatę HMS „Bickerton”, która – podobnie jak pozostałe okręty eskorty – szukała sprawcy ataku na „Naboba”. Wieczorem „Nabob”, eskortowany przez „Trumpetera”, krążownik i kilka niszczycieli, zawrócił do bazy w Scapa Flow. Samoloty z lotniskowców „Formidable” i „Furious” osłaniały wycofujące się jednostki, przy czym „Furious” pobierał paliwo ze zbiornikowca floty. Odejście obu lotniskowców eskortowych oznaczało, że operację minowania fiordu należy odwołać. Torpeda urwała rufę „Bickertona”, ale okręt mógł zostać uratowany. Jednak dowódca operacji uznał, że nie może sobie pozwolić na osłanianie drugiej uszkodzonej jednostki; w rezultacie około godz. 20.30 fregata została zatopiona. Niedługo po ataku U-Boota myśliwce Seafire z 894. dywizjonu zestrzeliły dwie niemieckie łodzie latające Blohm & Voss Bv 138.
Tego samego dnia wieczorem osiem Firefly'ów i sześć uzbrojonych w bomby Hellcatów z „Indefatigable” raz jeszcze zaatakowało Kåfjord. Niemcy nie wykryli nadlatujących nad fiord samolotów, które pojawiły się nad celem o 19.10. Ogień karabinów maszynowych zabił jednego i ranił dziesięciu członków załogi „Tirpitza”, natomiast bomby Hellcatów nie wyrządziły pancernikowi najmniejszej szkody. W drodze powrotnej na lotniskowce samoloty te ostrzelały stanowiska radarów oraz nawodne jednostki nieprzyjaciela, uszkadzając dwa tankowce, statek zaopatrzeniowy i kuter patrolowy. W czasie rajdu Brytyjczycy nie stracili żadnego samolotu.

### 24 sierpnia
23 sierpnia mgła uniemożliwiła dokonywanie lotów bojowych z „Indefatigable”, w tym także dywersyjnego nalotu na okręty i statki niemieckie w Langfiordzie  (część Altafiordu). Pozostałe dwa lotniskowce i ich osłona dołączyły do „Indefatigable” u wybrzeży Norwegii rano 24 sierpnia. Okolicę spowijała początkowo mgła, ale po południu podniosła się na tyle, że uderzenie na Kåfjord stało się możliwe. Siły uderzeniowe składały się tego dnia z 33 bombowców Barracuda uzbrojonych w 1600-funtowe bomby przeciwpancerne, 24 myśliwców Corsair (z których 5 uzbrojono w bomby 1000-funtowe), 10 Hellcat, 10 Firefly i 8 Seafire. By zwiększyć szanse zaskoczenia przeciwnika samoloty nadlatywały nad cel z innego kierunku niż uprzednio. Przeleciały równolegle do wybrzeża, by w ostatniej chwili skręcić w głąb lądu i pojawić się nad Kåfjordem od południa. Jedna z niemieckich stacji radarowych wykryła nadlatujące samoloty o godz. 15.41 i natychmiast ostrzegła dowództwo „Tirpitza”.

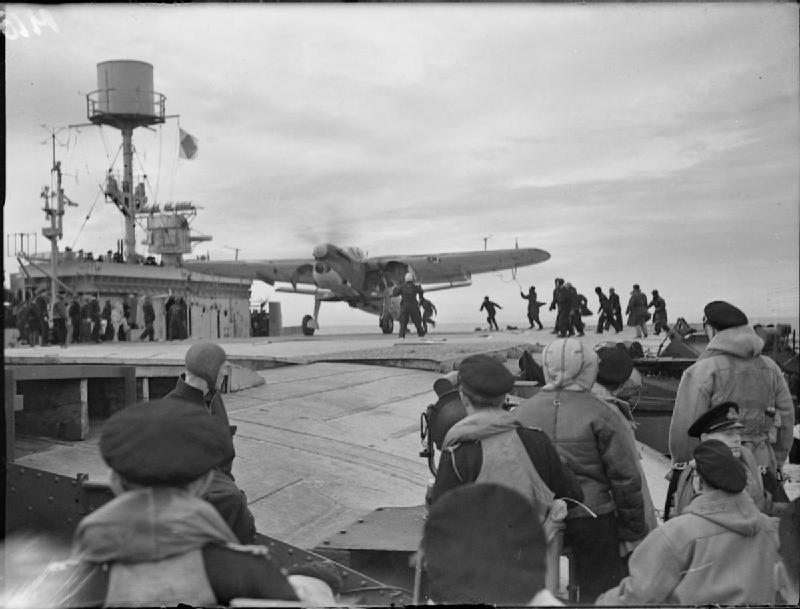
Barracuda ląduje na HMS „Furious” podczas operacji Goodwood

Atak brytyjski rozpoczął się o 16.00. Rozpoczęły go Hellcaty i Firefly'e, które wyprzedzały resztę formacji o około 5 minut. Zasłona dymna „Tirpitza” była dopiero w trakcie wypełniania niecki fiordu, ale gdy nadleciały Barracudy i Corsairy pancernik był już zupełnie niewidoczny. Skutkiem tego samoloty musiały bombardować okręt na ślepo, zrzucając ładunki z pułapu 1500-1300 metrów. „Tirpitz” został trafiony tylko dwiema bombami. Pierwsza, 500-funtowa, zrzucona z Hellcata, eksplodowała na szczycie wieży „Bruno” (drugiej) artylerii głównej. Wybuch zniszczył czterolufowe działko przeciwlotnicze 20 mm zamontowane na szczycie wieży, ale nie spowodował znaczniejszych uszkodzeń samej wieży. Drugą, jaka trafiła, była 1600-funtową bombą przeciwpancerną, która przebiła pięć pokładów, zabijając po drodze operatora radiostacji, po czym ugrzęzła w pobliżu centrali elektrycznej i nie wybuchła. Niemieccy saperzy, którzy po nalocie dokonali oględzin tej bomby, stwierdzili, że była tylko częściowo wypełniona materiałem wybuchowym. W swym raporcie napisali, że gdyby eksplodowała, zniszczenia byłyby „niezmierne”. Brytyjskie myśliwce atakowały także inne cele w okolicach Kåfjordu, uszkadzając dwie łodzie patrolowe, trałowiec i stację radaru, niszcząc skład amunicji i trzy działa przeciwlotnicze. Ostatni wodnosamolot „Tirpitza”, Arado Ar 196, został ostrzelany w zatoce Bukta i uszkodzony tak, że nie nadawał się do remontu. Podczas nalotu zestrzelone zostały cztery myśliwce Corsair i dwa Hellcat, natomiast na pancerniku odnotowano stratę ośmiu zabitych i osiemnastu rannych. Straty obsad baterii dział przeciwlotniczych rozmieszczonych wokół Kåfjordu były bardzo ciężkie.
O godz. 19.30 dwa myśliwce Firefly wyposażone w kamery fotograficzne wykonały lot rozpoznawczy nad Kåfjordem; ich zadaniem było zgromadzenie informacji na temat skutków wcześniejszego nalotu; ich obecność wywołała gwałtowną reakcję: generatory dymu zaczęły pracować pełną parą, a artyleria przeciwlotnicza rozpoczęła intensywny ogień zaporowy. Tegoż dnia, w oddzielnej akcji u wybrzeży należącej do Norwegii Wyspy Niedźwiedziej zatopiony został U-354. Akcję przeprowadził samolot Fairey Swordfish działający z pokładu lotniskowca eskortowego HMS „Vindex”.
Niemieckie dowództwo w Kåfjordzie uznało atak z 24 sierpnia za „jak dotąd bez wątpienia najcięższy i najbardziej zawzięty” i domagało się wzmocnienia obrony dywizjonami myśliwców z północnej Finlandii. W związku z zapotrzebowaniem na myśliwce na innych frontach, dowództwo Luftwaffe odmówiło.
Sztormy i mgła uniemożliwiły Brytyjczykom przeprowadzanie ataków w okresie od 25 do 28 sierpnia. 25 sierpnia „Indefatigable”, „Formidable”, dwa krążowniki i siedem niszczycieli pobierało paliwo z tankowców. Oba krążowniki opuściły później armadę i wróciły do Scapa Flow. Z kolei zespół w składzie „Duke of York”, „Furious”, krążownik i pięć niszczycieli udał się na Wyspy Owcze dla uzupełnienia zaopatrzenia. Przed opuszczeniem floty „Furious” przekazał dwie Barracudy i parę Hellcatów na „Indefatigable”. W związku z tym, że niemłody już „Furious” uznany został za niezdolny do udziału w dalszej akcji bojowej,  lotniskowiec pożeglował z Wysp Owczych, z krążownikiem i kilkoma niszczycielami eskorty, do bazy Scapa Flow. Tymczasem „Duke of York” wraz z pozostałymi niszczycielami wrócił 29 sierpnia do sił głównych. Przerwę w działaniach wykorzystał personel pokładowy dywizjonów, naprawiając maszyny uszkodzone podczas nalotu w dniu 24 sierpnia.

### 29 sierpnia
Ostatni atak w ramach operacji Goodwood został przeprowadzony 29 sierpnia. W skład grupy uderzeniowej weszło 26 bombowców Barracuda, 17 myśliwców Corsair (dwa z nich uzbrojono w 1000-funtowe bomby), 10 Firefly i 7 Hellcat. Siedem Seafire’ów wyznaczono do dokonania dywersyjnego rajdu na Hammerfest. Dla osiągnięcia lepszych wyników bombardowania – wobec zasłony dymnej wytwarzanej wokół „Tirpitza” – cztery Hellcaty zostały wyekwipowane we flary-markery celu. Samoloty zaczęły startować o godz. 15.30.
Brytyjczykom nie udało się zaskoczyć przeciwnika. Niemieckie radary nieustannie śledziły loty samolotów Home Fleet, więc i tym razem lecące na czele myśliwce Seafire zostały namierzone. Było to o 16.40, gdy znajdowały się w odległości 87 km od Kåfjordu. Natychmiast po ogłoszeniu alarmu generatory wokół Kåfjordu zaczęły tworzyć zasłonę dymną, a obrońcy udali się na stanowiska bojowe. Pojawienie się nad Kåfjordem głównej grupy samolotów brytyjskich uległo opóźnieniu z powodu silniejszego niż się spodziewano wiatru i błędów w nawigacji. W rezultacie nalot zaczął się o godz. 17.25, gdy „Tirpitz” był już szczelnie otulony zasłoną dymną i żaden z brytyjskich lotników nie mógł go dostrzec. Barracudy i Corsairy były zmuszone zrzucać swe ładunki na oślep. Żadna z bomb nie trafiła w pancernik, a jedyną stratą było sześciu rannych członków załogi trafionych odłamkami bliskiego wybuchu. Niemieckie okręty i stanowiska artylerii zostały raz jeszcze ostrzelane przez myśliwce, ale większych szkód to nie przyniosło. Gęsty ogień dział przeciwlotniczych, którym kierowali obserwatorzy rozmieszczeni na szczytach wokół fiordu, spowodował zestrzelenie dwóch myśliwców. Na pancerniku zużyto 54 sztuk amunicji dział artylerii głównej, 161 do dział 150 mm i do 20% lekkiej amunicji przeciwlotniczej.
Po zakończeniu nalotu z 29 sierpnia Home Fleet pożeglowała na zachód, by osłaniać konwój RA-29A, który 28 sierpnia wyruszył z północy ZSRR i kierował się ku Wielkiej Brytanii. Wobec braku paliwa, „Indefatigable” i trzy niszczyciele jeszcze tego samego dnia odeszły do Scapa Flow, a „Formidable” z dwoma niszczycielami 24 godziny później. „Duke of York” z sześcioma niszczycielami pozostawał na Morzu Arktycznym do godz. 11.00 1 września, kiedy uznano, że konwój jest już bezpieczny.
Ogólnie straty lotnictwa morskiego w czasie operacji Goodwood wyniosły 40 zabitych i 17 zniszczonych samolotów. „Naboba” ostatecznie uznano za nienadającego się do remontu i okręt został wycofany ze służby. Natomiast Niemcy stracili 12 samolotów, 7 statków i okrętów odniosło poważne uszkodzenia, ale „Tirpitz” – cel ataku – jedynie powierzchowne.

## Pokłosie

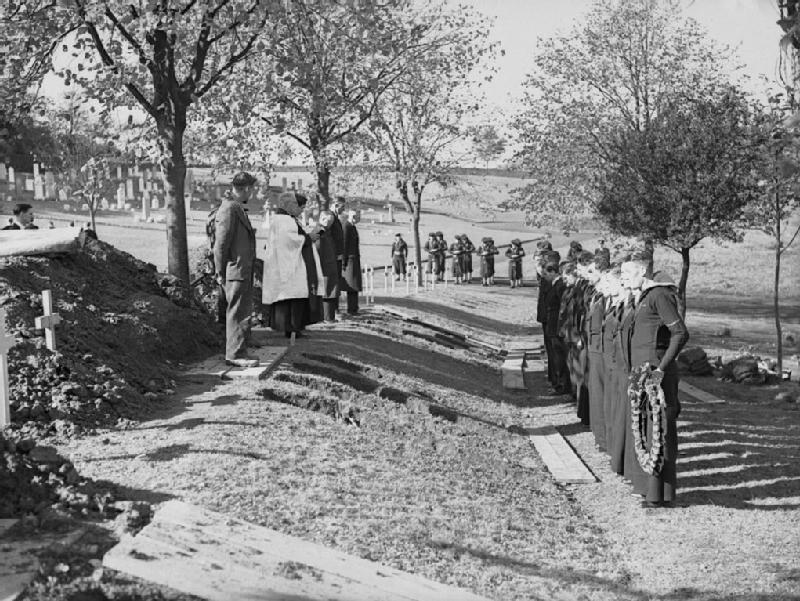
Pogrzeb zabitych marynarzy z Naboba, Rosyth, 30 września 1944

Po zakończeniu operacji Brytyjczycy dowiedzieli się z nasłuchów wywiadowczych Ultry, że „Tirpitz” nie odniósł w jej trakcie poważniejszych uszkodzeń. W komunikacie dla opinii publicznej Royal Navy podała, że w atakach na Kåfjord uszkodziła lub zatopiła 19 niemieckich okrętów, ale nie wspomniała o uszkodzeniach „Tirpitza”.
Historycy negatywnie oceniają operację Goodwood. W roku 1961 Stephen Roskill napisał, że naloty te stały się znakiem końca „serii działań, których rezultaty należało określić jako w najwyższym stopniu rozczarowujące”, a podsumował stwierdzeniem, że możliwość zatopienia „Tirpitza” było „mało prawdopodobna” wobec niedostatków samolotów Barracuda i ich uzbrojenia. Historyk marynarki wojennej Norman Polmar podnosił w roku 1969, że operacja Goodwood „była przypuszczalnie najbardziej uderzającą porażką FAA w czasie II wojny światowej i może wywodzić się wprost z braku odpowiednich samolotów – Barracudy były zbyt wolne i niezdolne do przenoszenia bomb na tyle ciężkich, by ataki mogły być skuteczne”. W roku 1999 Mark Llewellyn Evans ocenił rezultaty operacji Goodwood jako „śmieszne”, a Mark Bishop dodał, że „największa operacja FAA w czasie wojny... zakończyła się klęską”.
Już pod koniec operacji Goodwood planiści Royal Navy uznali, że wobec zasłony dymnej wytwarzanej przez Niemców dla ukrycia „Tirpitza” nim samoloty Barracuda mogły dotrzeć nad cel, oraz z uwagi na to, że samoloty te nie były w stanie udźwignąć bomb wystarczająco dużych, by spowodować znaczne zniszczenia, FAA nie będzie w przyszłości wykonywać ataków na Kåfjord. Rozważano możliwość ataków na Kåfjord przez samoloty Mosquito startujące z lotniskowców, ale ponownie okazało się, że te lekkie bombowce nie nadają się do wykonania zadania. Co więcej, odczuwano rosnącą potrzebę skierowania lotniskowców na Ocean Spokojny dla zwiększenia udziału sił brytyjskich w wojnie z Japonią.
Jako że „Tirpitz” nadal uważany był za zagrożenie dla żeglugi alianckiej, pod koniec sierpnia zdecydowano, że dalsze ataki będą przeprowadzane przez ciężkie bombowce RAF-u. 15 września 1944 roku Kåfjord zaatakowała formacja bombowców Avro Lancaster (Operacja Paravane), dokonując na pancerniku zniszczeń tak poważnych, że bez umieszczenia go w suchym doku były nie do usunięcia. Po tym rajdzie Niemcy uznali, że „Tirpitz” przestał być bronią ofensywną i zdecydowali się przeholować go na kotwicowisko w pobliżu Tromsø, gdzie miał być wykorzystany jako nieruchoma bateria obrony wybrzeża. Kolejny atak ciężkich bombowców (Operacja Obviate), przeprowadzony 29 października spowodowała jedynie nieznaczne uszkodzenia i dopiero na skutek trzeciego nalotu (Operacja Catechism), który nastąpił 12 listopada 1944 roku, „Tirpitz”, trafiony kilkoma ciężkimi bombami typu Tallboy, wywrócił się do góry dnem i zatonął pociągając ze sobą większość załogi.